# Угаф
Угаф (Ugaf) или Вегаф (Wegaf) е фараон от 13-а династия. Името му е познато от няколко стели и статуи, както и от амулетен скарабей носещ името на генерал Вегаф. Може би управлява 2 – 3 години.
Спорен е въпроса дали той наследява царица Нефрусобек (Sobekneferu), като първи фараон от 13-а династия, или управлява по-късно. В Туринския владетелски списък (Турински лист, Турински царски папирус) фараон на име Хутавур (Khutawyre Wegaf) е посочен за първи владетел на 13-а династия. Редица египтолози, включително K.S.B. Ryholt поддържат становището, че с името Хутавре (Хутавру) е означен Sekhemre Khutawy Sobekhotep, който сменя 12-а династия като първи фараон от 13-а.